# Пилкин, Пётр Павлович
Пётр Павлович Пилкин (1829—1911) — русский военно-морской деятель,  адмирал (1902). Председатель Главного военно-морского суда (1904).

## Биография
Родился в семье генерал-майора П. Ф. Пилкина; братья: контр-адмирал Н. П. Пилкин и адмирал К. П. Пилкин; племянники: контр-адмирал В. К. Пилкин, генерал-майор К. К. Пилкин и капитан 2-го ранга А. К. Пилкин.
В службе с 1845 года, после окончания Морского кадетского корпуса, в 1847 году произведён в мичманы. В 1853 году произведён в  лейтенанты. 21 марта (2 апреля) 1859 года назначен старшим офицером винтового фрегата «Полкан». 19 июня (1 июля) 1860 года назначен старшим офицером 84-пуш. винтового корабля «Орёл». 17 (29) октября 1860 года за отличие по службе произведен в капитан-лейтенанты. 9 (21) мая 1861 года назначен командиром канонерской лодки «Шквал». 27 марта (8 апреля) 1866 года  произведён в капитаны 2-го ранга. 1 января 1871 года произведен в капитаны 1-го ранга с назначением командиром корвета «Богатырь». 25 января 1871 года назначен командиром броненосного фрегата «Севастополь». Командовал броненосными фрегатами в Балтийском и Средиземном морях.
В 1882 году произведён в контр-адмиралы с назначением командиром 6-го флотского экипажа.  С 1887 года командир Ревельского порта и начальник маяков и лоции Балтийского моря. С 1888 года командовал артиллерийским отрядом, а с 1889 года отрядом броненосных судов Черноморского флота. 
С 1889 году произведён в  вице-адмиралы, старший флагман и временно исполняющий должность командира Севастопольского порта и градоначальника Севастополя, исполняющий должность Николаевского военного губернатора и Главного командира флота Черного и Каспийского морей.
С 1891 года постоянный член, а с 1904 года председатель — Главного военно-морского суда Российской империи. В 1902 году произведён в адмиралы. Был награждён всеми орденами вплоть до ордена  Святого Александра Невского с бриллиантовыми знаками пожалованными ему 17 апреля 1904 года.